# شمبيتة
شَمبيتة ( السيريلية : Шампита) هي حلوى مرنغ مخفوقة مع صفار البيض نشأت في البلقان.

## الصور

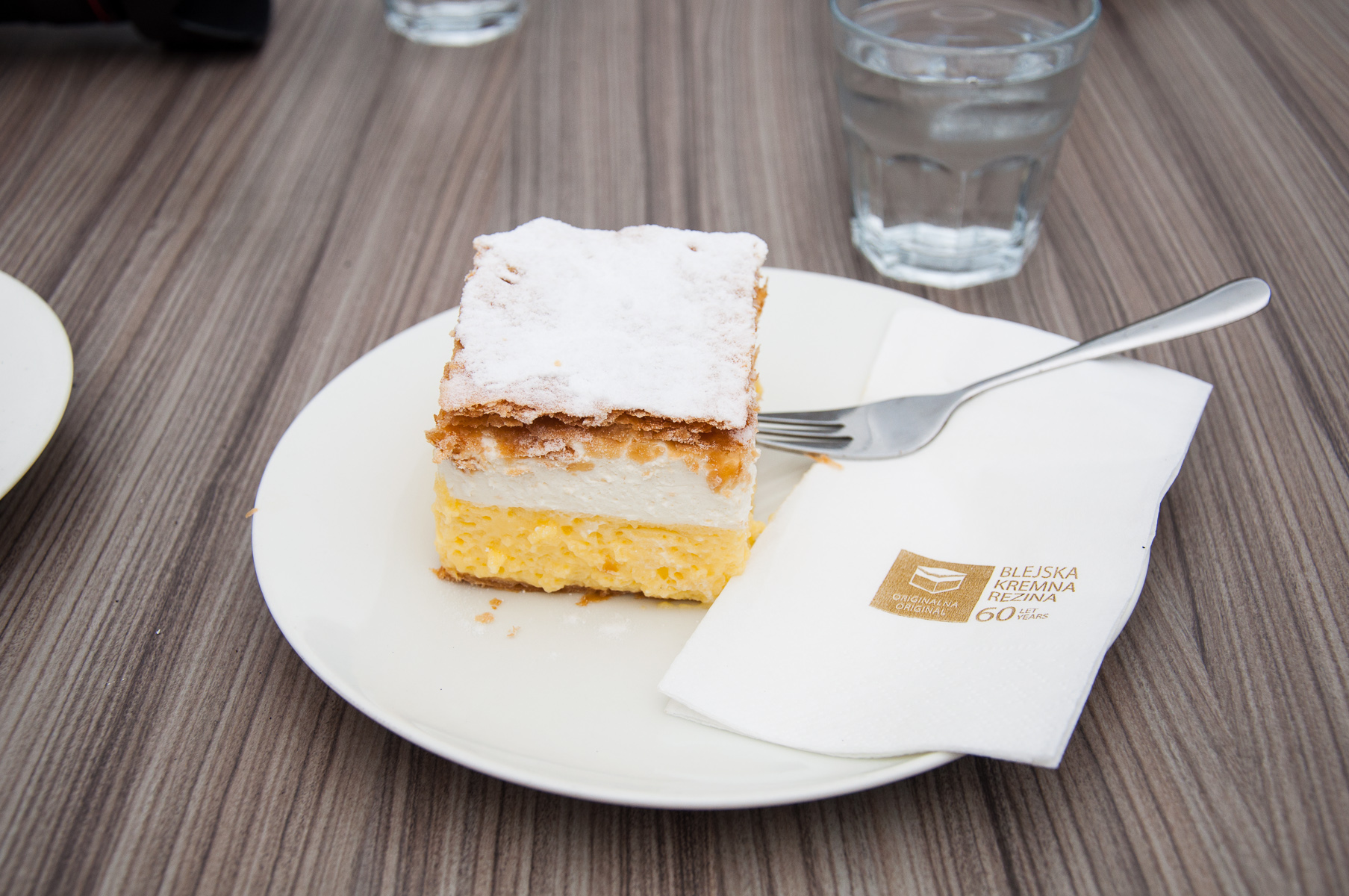
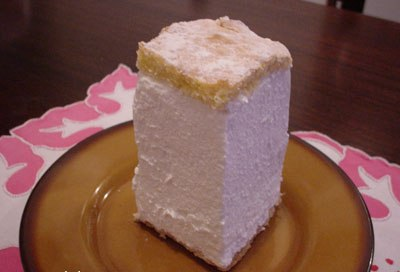
شمبيتة من صربية
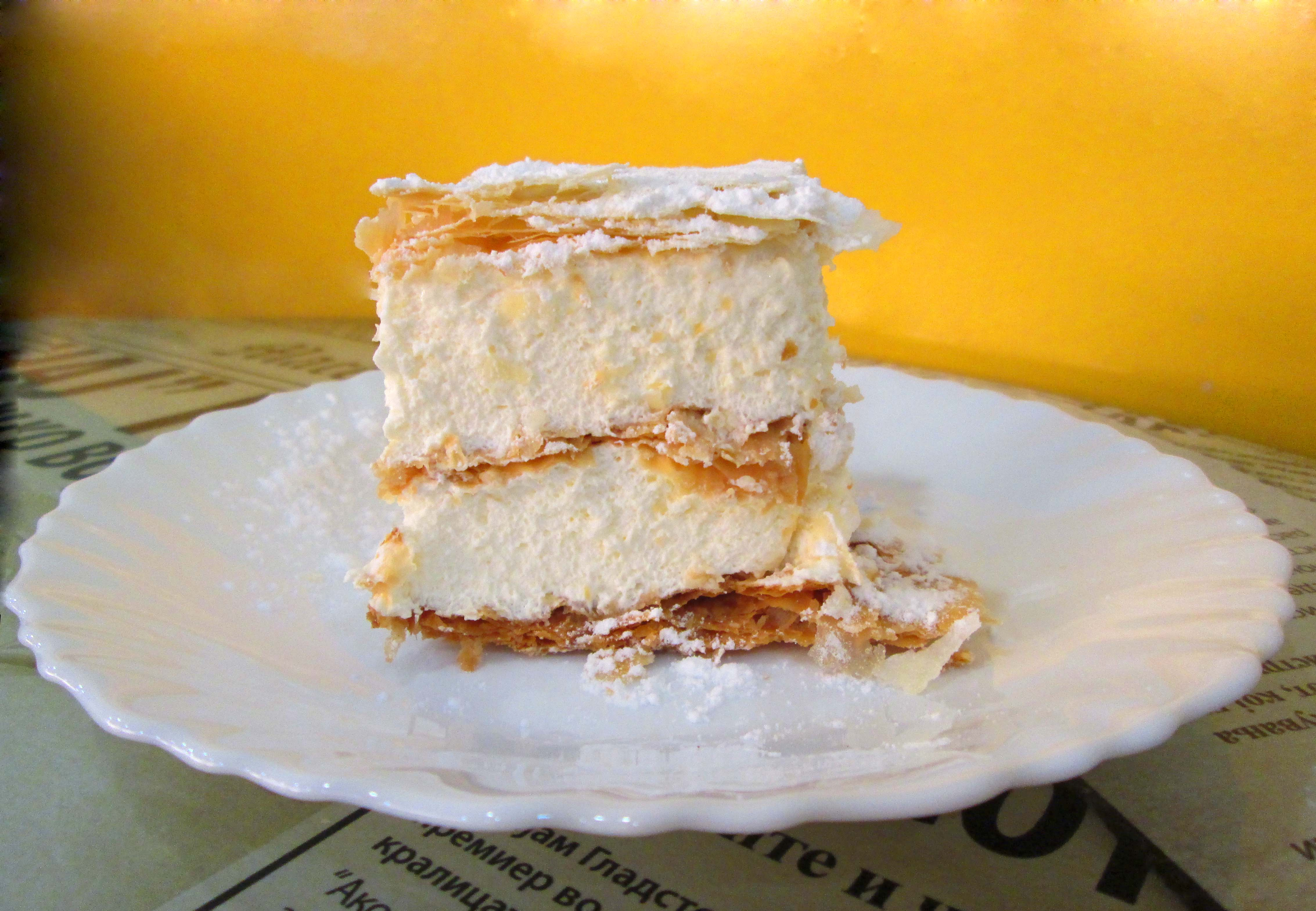
شمبيتة من مقدونية الشمالية